# Sơn Long, Sơn Hòa
Sơn Long là một xã thuộc huyện Sơn Hòa, tỉnh Phú Yên, Việt Nam.